# Maurizio Lobina
Maurizio Lobina (født 30. oktober 1973 i Asti) er en italiensk musiker og sanger. Han er mest kendt som medlem af Eiffel 65, en italiensk popgruppe, der fik sit gennembrud i 1999 med singlen "Blue (Da Ba Dee)".
Lobina skabte melodien til sangen på et keyboard og bad vokalisten Jeffrey Jey om at "finde på mærkelige tekster" for at matche hans klaverspil. Producer Massimo Gabutti er også ophavsmand til nummeret, som toppede hitlisterne i mindst 18 lande, herunder Danmark.